# Great Exuma
Great Exuma est la plus grande des îles Exumas aux Bahamas avec une longueur de plus de 60 km pour une superficie de 72 km2.

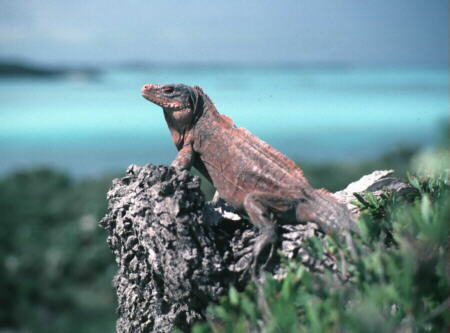
Cyclura rileyi nuchalis, l'iguane rose des îles Exumas.

La plus grande ville est George Town avec une population constante d'environ 1 000 personnes (1 080 hab. au recensement de 1990). Elle est traversée par le tropique du Cancer.
John Rolle, un colon britannique, joua un rôle important dans l'histoire de l'île. À son décès en 1835, il transféra toutes ses possessions sur l'île à ses esclaves, qui en retour, baptisèrent plusieurs localités de son nom (comme Rolleville et Rolletown).
L'île de Great Exuma est reliée par un pont à l'île de Little Exuma.